# Anselmo I di Savona
Anselmo I di Savona (? – 998) è stato un nobile italiano appartenente alla dinastia franca degli Aleramici. Figlio maggiore sopravvissuto del primo marchese Aleramo, succede al padre come marchese di Savona e del Monferrato (la cui corte dopo passa al fratello minore Ottone). 

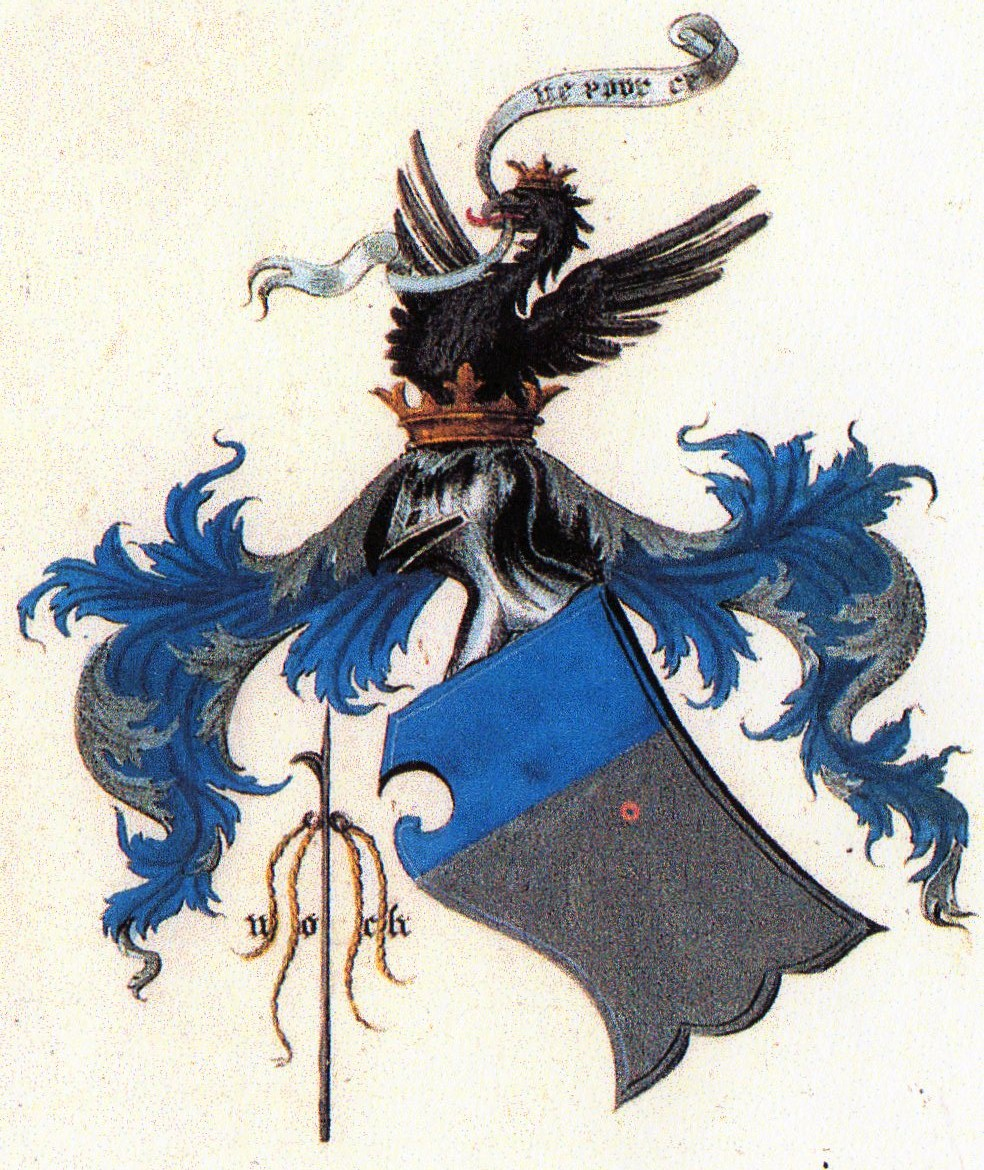
Stemma del ramo "anselmiano" degli Aleramici (Savona, del Vasto, del Bosco, ecc)

É il capostipite del ramo cosiddetto "anselmiano" degli Aleramici, cioè i marchesi di Savona, Del Vasto, Del Bosco, di Sezzadio ed i loro ramificazioni particolari.

## Biografia
Figlio secondogenito di Aleramo (il maggiore Guglielmo muore senza discendenza prima dal padre) e della prima moglie (chiamata Adelasia a partire da Iacopo d'Acqui). 
Compare insieme al padre e alla matrigna Gerberga d'Ivrea nell'atto di donazione al monastero di Grazzano e in quello dell'abbazia di San Quintino di Spigno effettuato a Visone.
Sposa Gisla di Milano, figlia del marchese Adalberto I di Milano e Genova, a sua volta figlio di Oberto I, capostipite degli Obertenghi, una delle tre grande dinastie marchionali della Liguria, insieme agli Arduinici e gli Aleramici.

## Marchese di Savona e del Monferrato
Alla morte del padre Aleramo, Anselmo è l'unico dei fratelli indicato come marchese di tutta la cosiddetta Marca Aleramica (in un periodo successivo anche il fratello Ottone, è indicato sotto lo stesso titolo). Egli risulta, sulla base dei documenti del placito del 983, presente alla corte imperiale di Ravenna; in questa occasione, è indicato come marchese (forse succeduto al padre o in procinto di farlo). Egli rimase fedele a l'imperatore Ottone III alla morte del padre del suddetto nello stesso anno del placito. Il reggente del bambino era l'imperatrice Adelaide, stessa che già aveva favorito l'investitura marchionale di Aleramo.
Sembra dunque che Anselmo riuscì a mantenere alta la considerazione imperiale sulla propria stirpe; nonostante ciò, alcuni storici, sulla base degli atti di fondazione del monastero di San Quintino di Spigno del 4 maggio 991, ritengono che Anselmo non riuscì a conservare il favore ottoniano: in essi infatti la moglie di Anselmo, Gisla, risulta sotto la protezione del conte di Acqui Gaidaldo e l'atto stesso risulta siglato nel castello di Visone, vicino ad Acqui; Acqui risultava appartenente, all'epoca di Aleramo, alla marca aleramica, mentre con Anselmo sembra che essa era stata sottratta a loro, sottrazione interpretata da alcuni studiosi come appunto una perdita del favore imperiale. Altri studiosi invece interpretano la figura di Gaidaldo come un conte investito dagli Aleramici e la scelta di Visone come un tentativo di sottrarre il nascente monastero dall'influenza del vescovo di Acqui, affidandolo alle cure pastorali del vescovo di Savona (già il monastero di Grazzano, fondato dal padre, era stato affidato al vescovo di Torino, sottraendolo a quello di Vercelli). Essi dunque non persero il favore imperiale.
Nell'atto di fondazione del monastero del già citato monastero di San Quintino di Spigno Anselmo risulta cofondatore assieme alla moglie Gisla e ai nipoti a memoria del fratello minore Ottone, risultante all'epoca già deceduto.

## Discendenza
Anselmo I di Savona e Gisla di Milano (figlia di Adalberto I) ebbero:
- Anselmo II (*? †ante 1055), marchese di Savona. Sposò la cugina Adelasia di Milano (figlia di Alberto Azzo I)[3] ed essi ebbero Anselmo III (marchese di Savona) e Ugo II (primo marchese del Bosco)[4][3].
- Ugo I, citato solo una volta, in un documento del 1014, definito in esso "clerico". Egli però non prese mai i voti: questa definizione gli fu attribuita in quanto ebbe un'istruzione, cosa non comune all'epoca. Egli, dopo la morte di Enrico II, andò in Francia ad offrire la corona italica a nome di molti maggiorenti italiani al re Roberto II o ai suoi figli, poi la offrì a Guglielmo V d'Aquitania o ai suoi figli. L'ambasceria si concluse con un nulla di fatto e Corrado II cinse la corona italica. Non ebbe figli[4].
- Oberto I (*? †~1030). Fondatore della breve linea marchionale di Sezzè (Sezzadio), ebbe come figli Guido I, Oberto II, che sposò una certa Beatrice, e Adalberto; Oberto II ebbe una figlia di nome Donella che sposò Ottone, conte di Ventimiglia, mentre Guido I ebbe una figlia di nome Adelaide, che sposò un Brunone, e un figlio, Guido II (?-attorno al 1106) (egli, a sua volta, ebbe tre figli, Oberto III e Adalberto, forse entrambi morti in giovane età, e Adalberto Alamanno, morto senza prole ed ultimo della linea dei Sezzadio)[4].
- Ermengarda. Sposò Amelgauso di Rozo.[3]

Un tempo si pensava che vi fosse un quarto figlio, che a sua volta generò due figli, divenuti poi vescovi. Oggi questa informazione non è ritenuta credibile.